# جولیو لوژ
جولیو لوژ (به انگلیسی: Júlio Lópes) (زادهٔ ۶ ژوئن ۱۹۶۷) شناگر اهل برزیل است.